# PDLIM1
PDLIM1 (англ. PDZ and LIM domain 1) – білок, який кодується однойменним геном, розташованим у людей на короткому плечі 10-ї хромосоми.  Довжина поліпептидного ланцюга білка становить 329 амінокислот, а молекулярна маса — 36 072.
| 10         |  | 20         |  | 30         |  | 40         |  | 50         |
| ---------- |  | ---------- |  | ---------- |  | ---------- |  | ---------- |
| MTTQQIDLQG |  | PGPWGFRLVG |  | GKDFEQPLAI |  | SRVTPGSKAA |  | LANLCIGDVI |
| TAIDGENTSN |  | MTHLEAQNRI |  | KGCTDNLTLT |  | VARSEHKVWS |  | PLVTEEGKRH |
| PYKMNLASEP |  | QEVLHIGSAH |  | NRSAMPFTAS |  | PASSTTARVI |  | TNQYNNPAGL |
| YSSENISNFN |  | NALESKTAAS |  | GVEANSRPLD |  | HAQPPSSLVI |  | DKESEVYKML |
| QEKQELNEPP |  | KQSTSFLVLQ |  | EILESEEKGD |  | PNKPSGFRSV |  | KAPVTKVAAS |
| IGNAQKLPMC |  | DKCGTGIVGV |  | FVKLRDRHRH |  | PECYVCTDCG |  | TNLKQKGHFF |
| VEDQIYCEKH |  | ARERVTPPEG |  | YEVVTVFPK  |  |            |  |            |

A: Аланін

C: Цистеїн

D: Аспарагінова кислота

E: Глутамінова кислота

F: Фенілаланін

G: Гліцин

H: Гістидин

I: Ізолейцин

K: Лізин

L: Лейцин

M: Метіонін

N: Аспарагін

P: Пролін

Q: Глутамін

R: Аргінін

S: Серин

T: Треонін

V: Валін

W: Триптофан

Білок має сайт для зв'язування з іонами металів, іоном цинку. 
Локалізований у цитоплазмі, цитоскелеті.